# Piotr Orłowski
Piotr Orłowski (ur. 26 stycznia 1904 w Karakoł, zm. 16 października 1987 w Warszawie) – polski mechanik techniki cieplnej, profesor nadzwyczajny Politechniki Warszawskiej.

## Życiorys
W 1927 uzyskał dyplom inżyniera mechanika na Wydziale Mechanicznym Politechniki Warszawskiej, a następnie pracował jako konstruktor w dziale kotłowym Zakładów H. Cegielskiego w Poznaniu. W 1935 został kierownikiem biura konstrukcyjnego i pełnił tę funkcję do wybuchu II wojny światowej. W 1945 został dyrektorem technicznym w Zakładach Babcock-Zieleniewski, a rok później organizatorem i dyrektorem Centralnego Biura Konstrukcji Kotłów w Tarnowskich Górach. Należał do grona inicjatorów budowy Raciborskiej Fabryki Kotłów RAFAKO. W 1957 został profesorem nadzwyczajnym i objął funkcję kierownika Katedry Kotłów na Wydziale Mechanicznym Politechniki Warszawskiej, która następnie została przekształcona w Katedrę Kotłów, Turbin i Pomp Instytutu Techniki Cieplnej Wydziału Mechanicznego Energetyki i Lotnictwa, w której Piotr Orłowski kierował Zakładem Kotłów Parowych. Od 1960 do 1962 był prodziekanem, a od 1966 do 1969 dziekanem Wydziału Mechanicznego Energetyki i Lotnictwa. Na początku lat 70. XX wieku kierował Zakładem Maszyn i Urządzeń Energetycznych i opiekunem specjalności Maszyny i Urządzenia Energetyczne. Pełnił funkcję konsultanta w zakresie konstrukcji kotłów, autorem rozwiązań problemów eksploatacyjnych oraz podręczników akademickich z zakresu konstrukcji kotłów.
Pochowany na Cmentarzu Komunalnym Północnym w Warszawie (kw. W-V-6-III-18).